# Чемпионат России по плаванию 2011
Открытый чемпионат России по плаванию 2011 года прошёл с 18 по 23 апреля 2011 года в СК «Олимпийский», Москва.
На чемпионате были побиты два рекорда России — Вероникой Поповой на дистанциях 100 и 200 м вольным стилем.

## Призёры

### Мужчины
| Дистанция                         | Золото | Золото   | Серебро | Серебро  | Бронза | Бронза   |
| --------------------------------- | --- | -------- | --- | -------- | --- | -------- |
| 50 м вольным стилем               | Андрей Гречин Санкт-Петербург — Алтайский край                                                                                          | 22.13    | Сергей Фесиков ЯНАО — Пензенская область                                                                        | 22.25    | Никита Коновалов Волгоградская обл. — Омская область                                                                           | 22.36    |
| 100 м вольным стилем              | Никита Лобинцев Московская обл. — Свердловская обл.                                                                                     | 48.62    | Андрей Гречин Санкт-Петербург — Алтайский край                                                                  | 48.71    | Данила Изотов Краснодарский край                                                                                               | 48.77    |
| 200 м вольным стилем              | Данила Изотов Краснодарский край | 1:46.14  | Никита Лобинцев Московская обл. — Свердловская обл.                                                             | 1:47.23  | Александр Сухоруков Санкт-Петербург — Коми                                                                                     | 1:47.82  |
| 400 м вольным стилем              | Никита Лобинцев Московская обл. — Свердловская обл.                                                                                     | 3:49.60  | Николай Булахов Волгоградская область                                                                           | 3:52.31  | Александр Шимин Татарстан | 3:54.42  |
| 800 м вольным стилем              | Николай Булахов Волгоградская область                                                                                                   | 7:59.77  | Евгений Куликов Москва                                                                                          | 7:59.81  | Алексей Солпековский Псковская область                                                                                         | 8:03.79  |
| 1500 м вольным стилем             | Даниил Серебренников Волгоградская область                                                                                              | 15:22.62 | Николай Булахов Волгоградская область                                                                           | 15:25.71 | Кирилл Абросимов Московская обл. — Ярославская обл.                                                                            | 15:28.77 |
|                                   | |          | |          | |          |
| 50 м на спине                     | Виталий Борисов Пензенская область | 25.17    | Станислав Донец Краснодарский край — Ульяновская обл.                                                           | 25.48    | Сергей Маков Омская область | 25.61    |
| 100 м на спине                    | Станислав Донец Краснодарский край — Ульяновская обл.                                                                                   | 53.96    | Виталий Борисов Пензенская область                                                                              | 54.08    | Аркадий Вятчанин Ростовская область                                                                                            | 54.92    |
| 200 м на спине                    | Станислав Донец Краснодарский край — Ульяновская обл.                                                                                   | 1:58.37  | Аркадий Вятчанин Ростовская область                                                                             | 1:59.47  | Антон Анчин Башкортостан | 2:00.37  |
|                                   | |          | |          | |          |
| 50 м брассом                      | Александр Тризнов Новосибирская область                                                                                                 | 27.74    | Роман Слуднов Омская область                                                                                    | 27.91    | Станислав Лахтюхов Москва | 28.15    |
| 100 м брассом                     | Роман Слуднов Омская область | 1:00.69  | Антон Лобанов Новосибирская область                                                                             | 1:00.85  | Григорий Фалько Санкт-Петербург — Хабаровский край                                                                             | 1:01.50  |
| 200 м брассом                     | Антон Лобанов Новосибирская область | 2:11.50  | Григорий Фалько Санкт-Петербург — Хабаровский край                                                              | 2:12.34  | Антон Бледных Москва | 2:12.82  |
|                                   | |          | |          | |          |
| 50 м баттерфляем                  | Никита Коновалов Волгоградская обл. — Омская область                                                                                    | 23.88    | Евгений Коротышкин Москва                                                                                       | 23.95    | Владислав Серый Санкт-Петербург                                                                                                | 24.51    |
| 100 м баттерфляем                 | Евгений Коротышкин Москва | 52.42    | Никита Коновалов Волгоградская обл. — Омская область                                                            | 52.66    | Николай Скворцов Калужская область                                                                                             | 53.28    |
| 200 м баттерфляем                 | Николай Скворцов Калужская область | 1:56.43  | Сергей Иванов Самарская область                                                                                 | 2:00.04  | Роман Михайлов Санкт-Петербург                                                                                                 | 2:00.13  |
|                                   | |          | |          | |          |
| 200 м комплексное плавание        | Александр Тихонов Москва | 2:00.14  | Дмитрий Жилин Москва                                                                                            | 2:00.82  | Иван Трофимов Пензенская область                                                                                               | 2:02.63  |
| 400 м комплексное плавание        | Илья Воловник Коми | 4:21.45  | Егор Савченко Санкт-Петербург                                                                                   | 4:22.74  | Сергей Кашперский Москва | 4:24.43  |
|                                   | |          | |          | |          |
| 4 х 100 м эстафета вольным стилем | Санкт-Петербург-1 Андрей Гречин (49.94) Евгений Лагунов (49.21) Олег Тихобаев (50.09) Александр Сухоруков (49.58)                       | 3:18.82  | Москва-1 Борис Тиматков (51.64) Дмитрий Ермаков (49.88) Александр Тихонов (50.53) Артём Лобузов (49.81)         | 3:21.86  | Красноярский край Алексей Степанов (51.61) Константин Зотов (50.01) Владимир Невров (50.83) Андрей Арбузов (49.47)             | 3:21.92  |
| 4 х 200 м эстафета вольным стилем | Санкт-Петербург-1 Вячеслав Андрусенко (1:51.69) Евгений Айзетуллов (1:51.15) Константин Киселёв (1:50.95) Александр Сухоруков (1:53.72) | 7:27.51  | Москва-1 Михаил Полищук (1:54.39) Павел Медвецкий (1:50.80) Александр Тихонов (1:52.35) Артём Лобузов (1:53.02) | 7:30.56  | Волгоградская область Андрей Ушаков (1:53.52) Денис Медведев (1:52.58) Михаил Украинский (1:53.12) Дмитрий Боканхель (1:51.89) | 7:31.11  |
| 4 х 100 м комплексная эстафета    | Санкт-Петербург-1 Павел Чесноков (56.25) Григорий Фалько (1:00.85) Владислав Серый (53.51) Андрей Гречин (49.72)                        | 3:40.33  | Пензенская область Виталий Борисов (55.14) Михаил Ермолаев (1:02.30) Артём Лазарев (54.29) Кирилл Зубов (50.43) | 3:42.16  | Омская область Рустам Рыбин (56.40) Вячеслав Синькевич (1:01.43) Роман Рыбин (53.81) Иван Павлов (51.43)                       | 3:43.07  |

### Женщины
| Дистанция                         | Золото | Золото   | Серебро | Серебро  | Бронза | Бронза   |
| --------------------------------- | --- | -------- | --- | -------- | --- | -------- |
| 50 м вольным стилем               | Оксана Серикова · Украина                                                                                             | 25.45    | Светлана Федулова Санкт-Петербург — Коми                                                                                     | 25.49    | Анастасия Аксёнова ХМАО-Югра | 25.81    |
| 100 м вольным стилем              | Вероника Попова Санкт-Петербург                                                                                       | 54.22    | Наталья Ловцова Самарская область                                                                                            | 55.83    | Маргарита Нестерова Белгородская область                                                                                        | 55.91    |
| 200 м вольным стилем              | Вероника Попова Санкт-Петербург                                                                                       | 1:56.94  | Елена Соколова Москва | 2:00.00  | Виктория Андреева Санкт-Петербург                                                                                               | 2:01.55  |
| 400 м вольным стилем              | Елена Соколова Москва                                                                                                 | 4:12.05  | Ранохон Аманова · Узбекистан                                                                                                 | 4:18.97  | Анна Гусева Москва | 4:19.83  |
| 800 м вольным стилем              | Елена Соколова Москва                                                                                                 | 8:37.73  | Анастасия Иваненко Волгоградская область — Коми                                                                              | 8:38.02  | Екатерина Селивёрстова Москва                                                                                                   | 8:42.15  |
| 1500 м вольным стилем             | Екатерина Селивёрстова Москва                                                                                         | 16:32.94 | Анастасия Иваненко Волгоградская область — Коми                                                                              | 16:32.97 | Елизавета Горшкова Москва | 16:35.09 |
|                                   | |          | |          | |          |
| 50 на спине                       | Анастасия Зуева Пензенская область                                                                                    | 27.99    | Мария Громова Москва | 28.91    | Ксения Москвина ЯНАО | 29.06    |
| 100 на спине                      | Анастасия Зуева Пензенская область                                                                                    | 59.35    | Ксения Москвина ЯНАО | 1:01.15  | Мария Громова Москва | 1:02.02  |
| 200 на спине                      | Анастасия Зуева Пензенская область                                                                                    | 2:07.92  | Александра Папуша Москва | 2:11.83  | Мария Громова Москва | 2:12.91  |
|                                   | |          | |          | |          |
| 50 м брассом                      | Юлия Ефимова Ростовская область                                                                                       | 30.46    | Екатерина Баклакова Пермский край                                                                                            | 31.87    | Валентина Артемьева Новосибирская область                                                                                       | 31.90    |
| 100 м брассом                     | Юлия Ефимова Ростовская область                                                                                       | 1:07.44  | Дарья Деева Волгоградская область                                                                                            | 1:08.54  | Валентина Артемьева Новосибирская область                                                                                       | 1:08.59  |
| 200 м брассом                     | Юлия Ефимова Ростовская область                                                                                       | 2:24.17  | Ирина Новикова Москва | 2:25.52  | Анастасия Чаун Москва | 2:25.89  |
|                                   | |          | |          | |          |
| 50 м баттерфляем                  | Светлана Федулова Санкт-Петербург — Коми                                                                              | 27.02    | Ирина Беспалова Архангельская обл. — С.-Петербург                                                                            | 27.04    | Вероника Попова Санкт-Петербург                                                                                                 | 27.29    |
| 100 м баттерфляем                 | Ирина Беспалова Архангельская обл. — С.-Петербург                                                                     | 58.99    | Мария Уголькова Москва | 1:00.21  | Юлия Манцева Москва | 1:00.29  |
| 200 м баттерфляем                 | Яна Мартынова Татарстан                                                                                               | 2:12.05  | Ирина Беспалова Архангельская обл. — С.-Петербург                                                                            | 2:14.53  | Кристина Новиченко Санкт-Петербург                                                                                              | 2:17.07  |
|                                   | |          | |          | |          |
| 200 м комплексное плавание        | Вероника Попова Санкт-Петербург                                                                                       | 2:12.87  | Юлия Ефимова Ростовская область                                                                                              | 2:13.71  | Екатерина Андреева Владимирская область                                                                                         | 2:14.65  |
| 400 м комплексное плавание        | Яна Мартынова Татарстан                                                                                               | 4:43.24  | Анастасия Иваненко Волгоградская область — Коми                                                                              | 4:46.71  | Ирина Назарова Московская область                                                                                               | 4:52.05  |
|                                   | |          | |          | |          |
| 4 х 100 м эстафета вольным стилем | Санкт-Петербург-1 Виктория Андреева (56.75) Ирина Беспалова (57.23) Светлана Федулова (56.99) Вероника Попова (54.30) | 3:45.27  | Пензенская область Ольга Ключникова (56.17) Валерия Колотушкина (56.98) Анастасия Аксёнова (55.77) Виктория Малютина (56.96) | 3:45.88  | Москва-1 Елена Соколова (55.59) Мария Уголькова (56.47) Мария Резникова (57.13) Ксения Юськова (56.92)                          | 3:46.11  |
| 4 х 200 м эстафета вольным стилем | Москва-1 Ксения Юськова (2:04.47) Мария Уголькова (2:03.60) Екатерина Селивёрстова (2:03.43) Елена Соколова (2:00.80) | 8:12.30  | Санкт-Петербург-1 Вероника Попова (1:59.79) Виктория Андреева (2:03.58) Светлана Федулова (2:07.05) Регина Сыч (2:06.00)     | 8:16.42  | Московская область Анна Этина (2:08.19) Анна Нистратова (2:07.90) Дарья Белякина (1:59.94) Ирина Назарова (2:06.85)             | 8:22.88  |
| 4 х 100 м комплексная эстафета    | Санкт-Петербург-1 Алёна Голубева (1:03.98) Анна Кузьмичёва (1:10.27) Ирина Беспалова (58.98) Вероника Попова (53.82)  | 4:07.05  | Москва-1 Мария Громова (1:03.80) Анастасия Чаун (1:10.74) Мария Уголькова (1:00.09) Елена Соколова (55.62)                   | 4:10.25  | Пензенская область Ольга Ключникова (1:02.80) Диана Голофеева (1:13.38) Кристина Кочеткова (1:02.35) Анастасия Аксёнова (55.92) | 4:14.45  |